# Odakyu Electric Railway
Odakyu Electric Railway Co., Ltd. (яп. 小田急電鉄株式会社 одакю: дэнтэцу кабусики гайся) или OER — частный железнодорожный оператор в Токио, Япония, и центральная компания группы Odakyu Group (яп. 小田急グループ Одакю: Гуру:пу) которая вовлечена в общественный транспорт, торговлю недвижимостью, розничную торговлю и другие отрасли. Компания широко известна своей серией составов Romancecar курсирующих между Токио и пригородами Одавара, Эносима, Тама и Хаконэ.
Компания Odakyū Electric Railway входит в Холдинг Odakyū Group, который состоит из 106 компаний (на январь 2010 года) и включает в себя так же компании Enoshima Electric Railway, Hakone Tozan Railway, Odakyu Bus, Odakyu Department Store и Hyatt Regency Tokyo.

## История

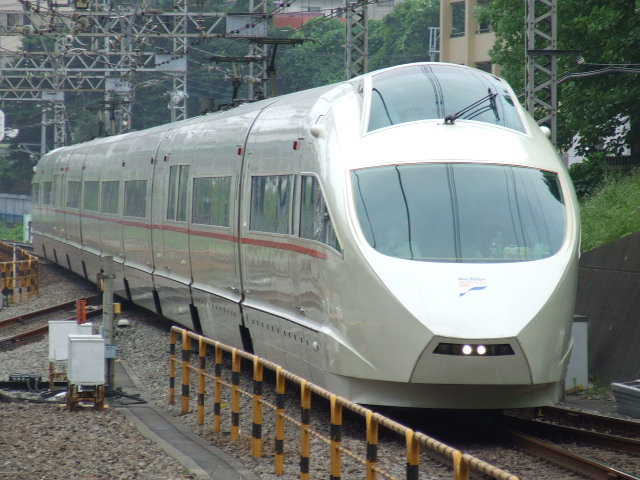
Romancecar Odakyu 50000 series VSE около станции Син-Юригаока

1 апреля 1927 года была открыта 83-километровая линия от станции Синдзюку до станции Одавара. В отличие от других линий построенных до Второй Мировой Войны, линия была полностью электрифицированной и двухпутной с первого дня функционирования. Двумя годами позже, 1 апреля 1929 года была открыта Линия Эносима.
Первоначальное название компании было Odawara Express Railway Co., Ltd. (яп. 小田原急行鉄道株式会社 одавара кю:ко: тэцудо: кабусики гайся),, но его часто сокращали до Одавара Кюко (Экспресс Одавара). Аббревиатура Одакю стала популярна благодаря песни из фильма 1929 года То: кё: Косинкёку и стала официальным названием компании 1 марта 1941 года.
1 мая 1942 года Одакю вошла в состав компании Tokyo-Yokohama Electric Railway (ныне Tokyu Corporation), которая контролировала все частные железнодорожные перевозки в западном и южном Токио к концу Второй Мировой Войны. Компания снова стала независимой 1 июня 1948 года, получив при этом большой пакет акций компании Hakone Tozan Railway, но при этом передав линию Инокасира в собственность Keio Corporation. В 1948 году Одакю возобновила без остановочное движение экспрессов от Синдзюку до Одавары. С 1950 года поезда Одакю доходят до станции Хаконэ-Юмото на линии Хаконэ-Тодзан. На линиях Одакю используется узкоколейные (1,067 мм) пути, а линия Хаконэ-Тодзан проходит по путям со стандартной колёй (1,435 мм), поэтому один путь на участке от станции Одавара до станции Хаконэ-Юмото длинной 6,1 километра, был перестроен в двухколейный. В 1951 году был пущен в эксплуатацию первый состав типа Romancecar (1710 series).
Во время периода экономического роста 1950-х 1960-х годов, компания столкнулась с проблемой роста населения вдоль своих основных маршрутов. Пассажирам приходилось ехать на работу в переполненных поездах, а также терпеть постоянные задержки, что вызывало множественные жалобы с их стороны. В ответ на это был реализован так называемый «Большой проект модернизации Синдзюку». Станция Синдзюку была перестроена и расширена до 5-ти путей и 10-ти платформа для местных и скорых поездов. Так же было организовано сквозное движение поездов Одакю через Линию Тиёда. В 1964 году жители района Сэтагая выразили протест против строительства дополнительных двух путей на участке линии проходящем через данный район. Начиная с 2000 года, Компания добавляет пути в обоих направлениях от станции Идзуми-Тамагава, для того чтобы скорые поезда могли проходить по линии без задержек. Участок между станциями Сэтагая-Дайта и Хигаси-Китадзава всё ещё в процессе строительства, проблема этого узкого места должна быть решена в 2013 году.
В 2007 году компания отметила своё восьмидесятилетие.

## Линии
Одакю напрямую владеет тремя железнодорожными линиями, а также ещё тремя через свои подразделения. Так же имеется сквозное сообщение с линиями: Тиёда, Дзёбан и Готэмба.
| Линия         | Участок                     | Длина (км) | Кол-во станций | Дата открытия                                      |
| ------------- | --------------------------- | ---------- | -------------- | -------------------------------------------------- |
| Линия Одавара | Синдзюку — Одавара          | 82.5       | 47             | 1 апреля, 1927                                     |
| Линия Эносима | Сагами-Оно — Катасэ-Эносима | 27.4       | 17             | 1 апреля, 1929                                     |
| Линия Тама    | Син-Юригаока — Каракида     | 10.6       | 8              | 1 июня, 1974 (частично) 27 марта, 1990 (полностью) |
| Всего         | 3 линии                     | 120.5      | 80             |                                                    |

- Не включая ветку между линией Одавара и линией Готэмба около станции Син-Мацуда.
- Многие поезда линии Тама (а также некоторые поезда линии Одавара идущие от станции Хон-Ацуги) продолжают движение по линиям Тиёда и Дзёбан до станции Аясэ, Торидэ и Абико. От станции Хон-Ацуги до станции Абико составы начали ходить в 1978 году.
- Некоторые поезда линии Одавара продолжают движение по линии Хаконэ-Тодзан до станции Хаконэ-Юмото.
- Поезда типа Limited express(экспресс с ограниченным числом остановок) Асагири ходят от станции Синдзюку, через линию JR Central Готэмба компании JR Central до станции Нумадзу восемь раз в день.

## Классификация поездов
(на 15 марта 2008 года)
| Цвет | Классификация                                              | Название на японском      | Маршрут                                                                                | Линии                                                                                     |
| ---- | ---------------------------------------------------------- | ------------------------- | -------------------------------------------------------------------------------------- | ----------------------------------------------------------------------------------------- |
|      | Limited Express (Экспресс с ограниченным числом остановок) | 特急 (токкю)              | Синдзюку, Кита-Сэндзю и Син-Киба до Хаконэ-Юмото, Катасэ-Эносима, Каракида или Нумадзу | Линии Одавара, Эносима, Тама; Хаконэ-Тодзан; Готэмба; и линии Tokyo Metro Тиёда и Юракутё |
|      | Rapid Express (Скорый Экспресс)                            | 快速急行 (кайсоку кю: ко) | Синдзюку до Фудзисива (по будням до Катасэ-Эносима) или Одавара                        | Линии Одавара и Эносима                                                                   |
|      | Express (Экспресс)                                         | 急行 (кю: ко)             | Синдзюку до Одавара, Катасэ-Эносима или Каракида                                       | Линии Одавара, Эносима, Тама                                                              |
|      | Tama Express (Экспресс Тама)                               | 多摩急行 (тама кю: ко)    | Торидэ, Абико или Аясэ до Каракида через станцию Ёёги-Уэхара                           | Линии Одавара, Тама; линия Tokyo Metro Тиёда; линия JR East Дзёбан                        |
|      | Semi Express (Полу-экспресс)                               | 準急 (дзюнкю)             | Синдзюку до Хон-Ацуги (Одавара)                                                        | Линия Одавара                                                                             |
|      | Sectional Semi Express (Секционный полу-экспресс)          | 区間準急 (кукан дзюнкю)   | Синдзюку до Каракида, Мукогаока-Юэн или Хон-Ацуги                                      | Линии Одавара, Тама                                                                       |
|      | Local (Местный)                                            | 各駅停車 (каку эки тэйся) | на всех участках, включая участок от станции Хаконэ-Юмото на линии Хаконэ-Тодзан       | Линии Одавара, Эносима, Тама, Хаконэ-Тодзан                                               |

## Limited express(Экспресс с ограниченным числом остановок)

### Маршруты станции Синдзюку
| Станция          | Название на японском | Расстояние (км) | Супер Хаконэ | Хаконэ | Сагами | Асагири | Эносима | Homeway | Линия                    |
| ---------------- | -------------------- | --------------- | ------------ | ------ | ------ | ------- | ------- | ------- | ------------------------ |
| Синдзюку         | 新宿                 | -               | ●            | ●      | ●      | ●       | ●       | ●       | Линия Одавара            |
| Мукогаока-Юэн    | 向ヶ丘遊園           | 15.8            | ｜           | ■      | ■      | ｜      | ｜      | ｜      | Линия Одавара            |
| Син-Юригаока     | 新百合ヶ丘           | 21.5            | ｜           | ■      | ■      | ｜      | ●       | ■       | Линия Одавара            |
| Матида           | 町田                 | 30.8            | ｜           | ●      | ●      | ●       | ｜      | ■       | Линия Одавара            |
| Сагами-Оно       | 相模大野             | 32.3            | ｜           | ■      | ■      | ｜      | ●       | ■       | Линия Одавара            |
| Хон-Ацуги        | 本厚木               | 45.4            | ｜           | ■      | ●      | ●       | ∥       | ●       | Линия Одавара            |
| Хадано           | 秦野                 | 61.7            | ｜           | ■      | ■      | ｜      | ∥       | ●       | Линия Одавара            |
| Син-Мацуда       | 新松田               | 71.8            | ｜           | ■      | ■      | ∥       | ∥       | ｜      | Линия Одавара            |
| Одавара          | 小田原               | 82.5            | ●            | ●      | ●      | ∥       | ∥       | ●       | Линия Одавара            |
| Хаконэ-Юмото     | 箱根湯本             | 88.6            | ●            | ●      |        | ∥       | ∥       | ●       | Линия Хаконэ-Тодзан      |
| Ямато            | 大和                 | 39.9            |              |        |        | ∥       | ●       | ●       | Линия Эносима            |
| Фудзисава        | 藤沢                 | 55.4            |              |        |        | ∥       | ●       | ●       | Линия Эносима            |
| Катасэ-Эносима   | 片瀬江ノ島           | 59.9            |              |        |        | ∥       | ●       | ●       | Линия Эносима            |
| Одакю-Нагаяма    | 小田急永山           | 28.3            |              |        |        | ∥       |         | ●       | Линия Тама               |
| Одакю-Тама-Центр | 小田急多摩センター   | 30.6            |              |        |        | ∥       |         | ●       | Линия Тама               |
| Каракида         | 唐木田               | 32.1            |              |        |        | ∥       |         | ●       | Линия Тама               |
| Мацуда           | 松田                 | 71.8            |              |        |        | ●       |         |         | JR Central Линия Готэмба |
| Суруга-Ояма      | 駿河小山             | 86.2            |              |        |        | ■       |         |         | JR Central Линия Готэмба |
| Готэмба          | 御殿場               | 97.1            |              |        |        | ●       |         |         | JR Central Линия Готэмба |
| Сусоно           | 裾野                 | 112.3           |              |        |        | ●       |         |         | JR Central Линия Готэмба |
| Нумадзу          | 沼津                 | 121.8           |              |        |        | ●       |         |         | JR Central Линия Готэмба |

- Экспресс Асагири идёт через ветку перед станцией Син-Мацуда и останавливается на станции Мацуда расположенной на линии Готэмба.
- ЭкспрессHomeway отходит каждый вечер от станции Синдзюку в 18:00. В сторону Синдзюку данный экспресс не ходит.

### Маршруты Tokyo Metro
| Станция          | Название на японском | Расстояние (км) | Metro Homeway | Metro Hakone | Metro Sagami        | Bay Resort | Линия         |
| ---------------- | -------------------- | --------------- | ------------- | ------------ | ------------------- | ---------- | ------------- |
| Син-Киба         | 新木場               |                 |               |              |                     | ●          | Линия Юракутё |
| Тоёсу            | 豊洲                 |                 |               |              |                     | ●          | Линия Юракутё |
| Кита-Сэндзю      | 北千住               | 0.0             | ●             | ●            | ●                   | ∥          | Линия Тиёда   |
| Отэмати          | 大手町               | 9.9             | ●             | ●            | ●                   | ∥          | Линия Тиёда   |
| Касумигасэки     | 霞ヶ関               | 12.1            | ●             | ●            | ●                   | ●          | Линия Тиёда   |
| Омотэсандо       | 表参道               | 16.2            | ●             | ●            | ●                   | ●          | Линия Тиёда   |
| Ёёги-Уэхара      | 代々木上原           | 19.3            | *             | *            | *                   | *          | Линия Тиёда   |
| Ёёги-Уэхара      | 代々木上原           | 19.3            | *             | *            | *                   | *          | Линия Одавара |
| Сэйдзёгакуэн-маэ | 成城学園前           | 27.4            | ■             | ｜           | ■                   | ●          |               |
| Син-Юригаока     | 新百合ヶ丘           | 37.3            | ■             | ｜           | ■                   | ●          |               |
| Матида           | 町田                 | 46.6            | ●             | ●            | ●                   |            |               |
| Хон-Ацуги        | 本厚木               | 61.2            | ｜            | ●            | ●                   |            |               |
| Одавара          | 小田原               | 98.3            | ∥             | ●            |                     |            |               |
| Одавара          | 小田原               | 98.3            | ∥             | ●            | Линия Хаконэ-Тодзан |            |               |
| Хаконэ-Юмото     | 箱根湯本             | 104.4           | ∥             | ●            |                     |            |               |
| Одакю-Нагаяма    | 小田急永山           | 44.1            | ●             |              |                     |            | Линия Тама    |
| Одакю-Тама-Центр | 小田急多摩センター   | 46.4            | ●             |              |                     |            | Линия Тама    |
| Каракида         | 唐木田               | 47.9            | ●             |              |                     |            | Линия Тама    |

- Все поезда останавливаются на станции Ёёги-Уэхара, но не для того чтобы выпустить пассажиров, на данной станции меняются машинисты.
- По будним дням с утра, экспресс Metro Sagami совершает один рейс от станции Хон-Ацуги до станции Кита-Сэндзю.
- По будним дням с вечером, экспресс Metro Sagami совершает два рейса от станции Хон-Ацуги до станции Кита-Сэндзю и один рейс от станции Отэмати до станции Хон-Ацуги.
- По выходным и праздникам, экспресс Metro Hakone совершает четыре рейса от станции Кита-Сэндзю до станции Хаконэ-Юмото; экспрессы Metro Sagami (один раз утром) и Metro Homeway (один раз вечером) ходят между станциями Кита-Сэндзю и Хон-Ацуги.
- Несколько раз в месяц, ходит экспресс Bay Resort, от станции Син-Киба до станции Хон-Ацуги.

### Легенда
| Символ | Значение                                |
| ------ | --------------------------------------- |
| ●      | останавливаются все поезда              |
| ■      | некоторые поезда останавливаются        |
| ｜     | все поезда не останавливаются           |
| ∥      | поезда не проходят через данную станцию |

## Подвижной состав

#### Romancecar
- 7000 series «LSE»
- 10000 series «HiSE»
- 20000 series «RSE»
- 30000 series «EXE»
- 50000 series «VSE»
- 60000 series «MSE»

#### Электрички
- 1000 series
- 2000 series
- 3000 series
- 4000 series
- 5000 series
- 8000 series

## Odakyū Electric Railway медиа продукции
Линии Одакю включены в несколько программ симуляторов управления поездом на японском языке, а также в программу Microsoft Train Simulator. Дополнения в виде маршрутов линии Одакю, так же доступны для программы BVE Train Simulator, бесплатного симулятора управления поездом для платформы Microsoft Windows.